# Francesc Pérez-Cabrero i Ferrater
Francesc Pérez-Cabrero i Ferrater (Barcelona, 19 de desembre de 1854 - Barcelona, 28 de març de 1914) va ser un compositor de sarsueles i director d'orquestra.

## Biografia
Fou fill de Francesc Pérez-Cabrero i Llorens, natural de Palma, i de Teresa Ferrater i Gener, natural de Barcelona. Estudià música amb Boi Sabater i Càndid Candi, però acabà llicenciant-se en dret civil. Visqué a diverses ciutats i hi dirigí orquestres de companyies d'òpera i sarsueles. Destacà en l'ensenyament del cant, i tingué per alumna, entre d'altres, la futura gran cantant Maria Barrientos.
Va morir el 28 de març de 1914, després d'una llarga malaltia.
Les seves filles Lluïsa i Mercedes van ser cantants de sarsuela.

## Obra dramàtico-musical
- Dos carboners. Judici verbal en un acte i en vers. Llibret d'Eduard Aulés. Estrenat al Teatre Tívoli de Barcelona el 18 d'agost de 1877.
- Agafar-ho al punt.... Sarsuela en un acte. Llibret de Domènec Font. Estrenada al Teatre Principal de Valls el dia 6 de gener de 1879.
- El cèlebre Maneja. Sarsuela en un acte. Llibret de Conrad Colomer. Teatre Tívoli, Barcelona, 12 juny 1880
- El capdell. Sarsuela en un acte. Música en col·laboració amb Joaquim Maria Vehils. Estrenada al Teatre Tívoli de Barcelona el 29 de juliol de 1880.
- El barretinaire. Revista còmico-seriosa-lírico-ballable en 2 actes. Llibret de Josep Feliu i Codina. Estrenada al Teatre Tívoli de Barcelona el dijous, dia 20 de juliol de 1882.
- El gorro de Fermín. Sarsuela en un acte. Llibret de Josep Maria Pous. Estrenada al Teatre Tívoli de Barcelona el 28 de gener de 1893.
- La llàntia meravellosa. 4 actes. Llibret de Conrad Colomer. Estrenada al Teatre Novetats de Barcelona, el mes de gener de 1894.
- Porten res de pago?. Vodevil en 3 actes. Original escrit en francès per Maurice Hennequin. Traducció de D. Bonaplata Alentorn. Cantàbils de Pérez-Cabrero. Estrenat al Teatre Nou de Barcelona, 1910
- Gardenia. Llibret de Conrad Colomer i Rogés.